# 项谦
项谦（1904年—1959年3月12日），正名项谦东智，藏族，今青海省尖扎县昂拉乡尖巴昂村人，第七代囊拉千户。

## 生平

### 早年生涯
昂拉（又译“囊拉”）地区在清朝及中华民国时期，属该地区的囊拉千户管辖，囊拉千户直属省府辖制。1933年，28岁的项谦承袭其父兰宫太的囊拉千户职务。
项谦继任囊拉千户之后，曾经组织属民抗税。马步芳三次攻打昂拉未克，乃将项谦邀请到西宁，结为兄弟，并委以青海省政府参议的职务。

### 拥护解放
民国35年（1949年）9月初，中国人民解放军自循化县渡河进军至化隆县时，项谦派人携礼品向中国人民解放军致敬。9月18日，中国人民解放军占领贵德县。青海解放之后，昂拉划归贵德县管辖（隶属贵德六区）。1952年7月，贵德县设立尖扎区。1953年6月2日由贵德县析置尖扎县，辖原尖扎区，自此昂拉地区改属尖扎县。
青海解放之后，中国共产党及人民政府承认项谦的囊拉千户职位，让其继续管理昂拉地区。1950年8月6日，经青海省人民政府再三邀请下，项谦赴西宁，参加青海省人民政府副主席马朴的吊唁活动。在西宁期间，青海省人民政府专门为项谦来西宁召开了座谈会，表示欢迎，中共青海省委统战部部长周仁山还在会上发表了讲话。项谦虽然表示拥护解放，但实际上举棋不定。

### “小台湾”的兴亡
共產黨占领青海省前夕，项谦同马步芳的高级军官马老五、马全彪、谭腾蛟，土匪头目宗吾加洛等人成为好友。1949年12月至1950年3月，青海省发生“正反之舉”，其中以马步芳的第一百师师长谭呈祥、骑兵十四旅旅长马成贤等人在化隆县卡里岗发动的“正反”，对项谦影响很大。青海省大规模的武装起義被平息后，其中许多骨干潜赴昂拉，策动项谦对抗人民政府，发动起義。1949年11月下旬，项谦和马成贤、谭呈祥、韩进录、谭腾蛟在项谦的弟弟家开会，研究应对中国人民解放军。会后，项谦参加了“中国国民党西北革命委员会”（简称“西革会”），出任委员，并且兼任“反共救国军”第二军军长。从1949年11月至1950年3月，昂拉地区的叛乱活动一直未停止。自1950年8月自西宁回到昂拉之后，项谦便公开违抗人民政府法令，不交公粮不纳税，阻止人民政府发放救济粮款，大肆向民众摊派，项谦的部属还多次枪杀人民政府工作人员，袭击中国人民解放军驻军，并经常出外抢劫。项谦号称自己的辖区为“小台湾”。
为了争取项谦，中共青海省委、青海省人民政府以及各族各界代表曾经先后17次对项谦做工作，但均无功而返。这17次争取的情况为：
- 第一次：1950年9月，青海省人民政府委员兼副秘书长马乐天赴昂拉协商，无结果。
- 第二次：1950年11月，青海省协商委员会副秘书长古嘉赛赴昂拉协商昂拉的治安问题，并邀项谦赴西宁，但项谦未去西宁。
- 第三次：1951年1月，贵德县副县长更登赴昂拉，争取项谦同该区的“潜伏匪特”断绝关系，并邀项谦赴西宁，但项谦称昂拉并无匪特，且项谦也未去西宁。
- 第四次：1951年5月，青海省第三次协商会议后，青海省协商委员会委员、塔尔寺法台夏茸尕布活佛，青海省民族事务委员会委员岳赛多杰、青海省财经委员会委员宦爵才郎等人，赴昂拉宣传抗美援朝及镇压反革命的政策，并邀项谦赴西宁，但被项谦拒绝。
- 第五次：1951年6月8日，青海省协商委员会副秘书长孟全禄、化隆县副县长却吉赴昂拉，经11天协商，项谦勉强同意派其下属完麻巷杰等三人到西宁。
- 第六次：1951年8月上旬，夏茸尕布活佛等人第二次赴昂拉，无功而返。
- 第七次：1951年8月20日左右，青海省人民政府副主席喜饶嘉措赴贵德县，争取项谦到西宁，但项谦未予理睬。
- 第八次：1951年9月1日，青海省协商委员会副主席扎喜旺徐、副主席马良、十世班禅代表、塔尔寺代表、青海省人民政府委员兼青海省人民监察委员松布活佛、青海省协商委员会副秘书长古嘉赛、各族各界代表十多人，持十世班禅、塔尔寺全体僧众、青海省人民政府主席赵寿山及各位副主席的信件，赴昂拉谈判。代表们表示，只要项谦与外来匪特脱离关系，协助中国人民解放军捉拿匪首、肃清匪特，并且撤除昂拉的岗哨及工事，人民政府将保证项谦的生命财产安全，并保留其千户、青海省协商委员会委员等职务。松布活佛甚至愿对项谦吃咒具结。但以上提议均遭项谦拒绝。此后，代表们又以十世班禅作保，但项谦仍不接受，且骂副主席马良为“匪特”，并将马良监守在阳光下晒了3个小时。同时，项谦指派6人持枪埋伏在靠近昂拉地区的贵德县四区边界，企图加害马良及代表们，被古嘉赛事先发现而未成。
- 第九次：1951年9月16日召开青海省第一届第二次各族各界代表会议后，青海省党政军领导争取与会的千户、百户、盟旗长、宗教领袖联名致信项谦，并推举海晏县县长同曲乎、青海省人民政府副秘书长刘呈德赴昂拉商谈，争取项谦赴西宁，但遭项谦拒绝。
- 第十次：1951年9月下旬，副主席扎喜旺徐、委员夏茸尕布活佛、县长同曲乎赴昂拉争取项谦赴西宁，项谦不去，并想扣留扎喜旺徐。
- 第十一次：1951年11月上旬，副主席喜饶嘉措赴昂拉争取项谦，未果。
- 第十二次：1952年1月，副主席喜饶嘉措再赴昂拉争取项谦，未果。
- 第十三次：1952年1月下旬，中共青海省委统战部部长周仁山、青海省协商委员会副秘书长古嘉赛赴昂拉谈判，遭项谦拒绝。
- 第十四次：1952年2月上旬，古嘉赛、青海省文教厅副厅长桑热嘉措赴昂拉，项谦未予理睬。
- 第十五次：1952年农历二月十五日，德扎寺夏迈尔活佛的管家携喜饶嘉措副主席和夏迈尔活佛的分别写的两封信赴昂拉，项谦未予理睬。
- 第十六次：1952年3月16日，青海省文教厅副厅长桑热嘉措、化隆县副县长却吉、青海省贸易公司副经理彩盖等人赴昂拉，项谦未予理睬。
- 第十七次：1952年4月上旬，周仁山、喜饶嘉措、古嘉赛、桑热嘉措、却吉等人赴昂拉与项谦谈判，但无结果。

由于17次争取无效，中共青海省委根据中共中央西北局及中共中央的指示，拟于1952年4月下旬进攻昂拉。中共青海省委还指示：“项谦如被俘获，带到西宁好好相待；对项谦等昂拉族上层人物的财产一概不动。”1952年4月13日，中共中央指示：“昂拉匪部经17次争取，仍怙恶不悛，应坚决予以歼灭。”4月21日，中共青海省委决定对尖扎地区的马全彪、韩起禄、项谦为首的“反革命武装”进行剿灭。决定中还规定：

＃切实保护寺院，不得侵犯寺院丝毫利益；
＃收缴一切持枪抵抗者的武器，如在家或带枪行路未向我抵抗的武器不予收缴。一般匪俘送交尖扎工作委员会教育后释放；捕获匪首由政府按罪恶轻重分别判处；
＃对项谦及藏族匪首的财产一律不宣布没收，由工作委员会领导聘请部队及藏族代表共同登记，予以保护。部队及任何人不得乱拿，以利于稳定其他千百户。
＃清剿后，如该千户逃跑或被击毙后，可重新推选恶迹不大者暂代千百户职务，以利于维护秩序，稳定人心。并迅速筹备区域自治，吸收代理之千、百户及新发现的靠拢党和政府的积极分子等为筹备委员。
1952年5月2日，青海省各族各界人民代表会议政治协商委员会、青海省人民政府发出《为清剿尖扎土匪告各族人民书》，内称：
……青海解放后，残余的反革命匪徒马全彪、马木沙、谭乎塞尼、宗吾加洛等不甘心灭亡，阴谋继续破坏，盘踞尖扎区（原属贵德六区和昂拉区），策动项谦，蹂躏人民，抢劫群众，杀害干部，袭击人民解放军，公开纠众叛乱，反抗人民政府，致使昂拉及附近各族人民陷于水深火热之中。项谦的罪恶是深重的，人民政府之所以一再宽容，不忍用兵清剿，主要是为免使当地人民遭受战争之苦。为争取项谦本人能与匪徒脱离关系，服从人民政府领导，省人民政府副主席、委员等前去昂拉争取１７次之多，但项谦竟然执迷不悟，夜郎自大，以为我宽大可欺。1952年以来，又接连抢劫化隆县的亚曲、贵德县的六区，同仁、循化两县交界之尕楞口，以后伸至化隆县的青沙山、炭山，贵德县的五区及同德县的三区，抢劫杀人，愈加疯狂。当此匪徒日益扩大叛乱，各族各界人民一再要求清剿之际，省人民政府为了解救被匪徒蹂躏的各族人民，不得已接受各族人民的申请，派兵进剿，实属仁至义尽、忍无可忍的措施。
……
（1）只要项谦本人能悬崖勒马，与匪徒脱离关系，人民政府仍予宽大处理，保护其生命财产及千户职位。（2）一切胁从分子，人民政府本着争取、教育的方针，既往不咎。（3）对被匪徒蹂躏破坏的昂拉地区各族人民，人民政府两年内不征公粮及牲畜税，并大力进行安置、救济、医疗等工作，以利受害的各族人民早日恢复生产。
……

1952年5月1日，中国人民解放军开始进军昂拉地区。5月2日，中国人民解放军发动全面清剿，仅用了10天时间，便获得全面胜利，项谦的“小台湾”彻底瓦解。项谦率数十人逃到同仁县南乎加的森林里。

### 晚年生涯
1952年5月9日，中共青海省委发出《对尖扎区目前工作方针与具体工作安排问题的指示》。5月13日，中共中央西北局电示中共青海省委，并发西北军区报中央：“对项谦及其逃窜之匪，务必组织骑兵追击部队坚决跟踪追歼，并结合各方面进行争取，迅速彻底解决；乘此胜利，发动各族人民普遍展开剿匪运动，对成股土匪配合部队坚决清剿，务希藉此机会严厉打击恶霸特务的破坏活动；经与喜饶嘉措谈好，请他仍到昂拉出面安抚各部落并争取逃散之匪。”中共中央西北局的指示同意了中共青海省委关于尖扎区目前的工作方针，并指示大力开展救济工作。
根据中共中央西北局的指示及中共青海省委的安排，5月10日，中共青海省委统战部部长周仁山、青海省协商委员会副秘书长古嘉赛、青海省民族事务委员会委员岳赛多杰、青海省教育厅副厅长桑热嘉措、贵德县副县长更登、古郎寺的成勒活佛、大佛寺管家端藏、古长生等人，率领医疗队、贸易队、救济队、电影队抵达尖扎地区尖巴昂村。5月15日，经群众民主选举，成立了赛赤活佛任主任，成勒活佛任副主任，昂拉八庄老者、政府工作人员任委员的“昂拉区安置委员会”。5月16日，昂拉区召开了庆祝剿匪胜利大会，会上当场释放了70多名俘虏。紧邻昂拉地区，长期受项谦骚扰的尖扎滩全体牧民于1952年5月18日上书中央人民政府主席毛泽东，感谢中国人民解放军平息昂拉叛乱。
中共青海省委、青海省人民政府赴昂拉工作组通过同中共尖扎工委、赛赤活佛、成勒活佛研究，决定派曾参与叛乱后被政府宽大释放的完德太等11人，持昂拉八庄以及项谦家属的信去找项谦。经过将近两个月努力，项谦最终率11人于1952年7月11日下午回到昂拉，向人民政府交出长短枪16枝，子弹2580发，望远镜1架，马5匹。
项谦回归后，中共中央西北局书记习仲勋于7月17日电告中共中央西北局并中共青海省委书记张仲良：
请青海省委十分妥善地稳定项谦情绪，并从多方面消除其顾虑，争取长期靠我。项谦如目前怕去西宁，可不必勉强，就让住昂拉家中，一切听其自愿，这样也许会早点出来。
此后，项谦回到昂拉的家中，见到全部财产及家人都很好，乃主动找到中共尖扎工委书记王鹏远承认错误，声称与土匪脱离关系。
1952年7月31日，项谦抵达西宁，获得青海省党政领导接见。青海省人民政府主席赵寿山、中共青海省委书记张仲良在接见项谦时表示，对他既往不咎，并保留其千户的职位。8月7日，青海省协商委员会召开各族各界民主人士座谈会，欢迎项谦归向人民。在西宁期间，项谦参观了洗毛厂、民族公学。8月10日，项谦自西宁启程赴兰州，参加西北民族学院干训班毕业典礼晚会，会上项谦向西北军政委员会副主席、中共中央西北局书记习仲勋、中央人民政府民族事务委员会副主席汪锋、甘肃省党政领导敬献了哈达。8月11日，习仲勋举办了欢迎项谦的招待宴会，席间习仲勋对项谦称：“你回来人民是欢迎的，今后再不要受特务土匪的欺骗。只有跟共产党走，才是一条光明的道路。”1952年12月17日，在青海省全省民族区域自治人民政府主席、副主席联席扩大会议上，项谦作专题发言。
1953年6月，项谦当选为尖扎县县长。后来，又出任青海省黄南藏族自治州副州长、青海省政协常委。1958年，黄南藏族自治州发生武装冲突，项谦受到平叛扩大化的株连，在尖扎县人民代表大会上遭批判，其尖扎县县长、黄南藏族自治州副州长的职务被撤消，仅担任黄南藏族自治州政协委员。
1959年3月12日，项谦病逝，享年55岁。中共十一届三中全会后，项谦获得平反，受牵连的项谦家属及子女也获安置。

## 家庭
祖父拉旦，昂拉部落第五代千户长，祖母加勒，河南亲王之女。
父亲拉公太（1876－1943），昂拉部落第六代千户长，有子女八人，项谦是其第三子。